# Гринчук Світлана Василівна
Світла́на Васи́лівна Гринчу́к (нар. 11 листопада 1985, Чернівці) — українська політична діячка, економістка та підприємиця, міністерка енергетики України (з 2025). Міністерка захисту довкілля та природних ресурсів України (2024–2025).

## Кар'єра
Народилася в Чернівцях. У 2008 році закінчила Чернівецький торговельно-економічний інститут Державного торговельно-економічного університету. У 2013 році захистила кандидатську дисертацію на тему «Розвиток іпотеки в сільському господарстві України» та здобула ступінь кандидата економічних наук.
У 2016 році Гринчук стала керівницею департаменту з питань зміни клімату та захисту озонового шару Міністерства захисту довкілля України. На посаді брала участь у забезпеченні виконання Україною Паризької кліматичної угоди, а також дотримання Україною міжнародних зобов'язань за Кіотським та Монреальським протоколами про захист озонового шару. У 2019 році Світлана Гринчук стала радницею Прем'єр-міністра України з питань охорони довкілля і зміни клімату на громадських засадах, а в 2020 році вона була радницею міністра фінансів також на громадських засадах. У 2021 році Гринчук співзаснувала громадську організацію «ESG Association Ukraine», а також займалася підприємницькою діяльністю у сфері зв'язків з громадськістю.
У 2022 році Світлана Гринчук стала заступницею міністра захисту довкілля та природних ресурсів України, відповідальною за європейську інтеграцію міністерства. У вересні 2023 року вона перейшла на роботу заступницею міністра енергетики України, одночасно очолила офіс реформ при міністерстві.
5 вересня 2024 року Гринчук була призначена міністеркою захисту довкілля та природних ресурсів України.

## Особисте життя
Була заміжня за В'ячеславом Гринчуком, підприємцем з функціонування атракціонів і тематичних парків, одним із засновників ГО «Офіс незалежних екологів». У шлюбі народила дочку. Після 2022 року Світлана Гринчук перестала згадувати чоловіка в декларації.